# Harald Oeler
Harald Oeler (* 1977 in Bietigheim-Bissingen) ist ein deutscher Akkordeonist.
Harald Oeler erhielt mit 6 Jahren seinen ersten Musikunterricht. Ab 1999 studierte er bei Hugo Noth. 2001 wechselte er zu Stefan Hussong an die Hochschule für Musik Würzburg. Sein künstlerisches Diplom legte er mit Auszeichnung ab. Er gewann zahlreiche Musikwettbewerbe, darunter „Jugend musiziert“, „Jugend komponiert“, „Premio Citta di Castelfidaro“. Seit 2004 ist er Stipendiat der „Studienstiftung des deutschen Volkes“ und seit 2005 in der Förderung von „Yehudi Menuhin Live Music Now“. Er ist Mitglied des „Ensemble Nuages“ und der „Ersten deutschen Stubenjazz Combo“.
Harald Oeler ist derzeit hauptamtlicher Akkordenlehrer der Akkordeonklasse an der Musikschule der Hofer Symphoniker.

## Medien
- Astor Piazzolla - The Next Tango (DVD)
- Bilder Einer Ausstellung (CD)